# Luci Taruci Firmà
Luci Taruci Firmà (segle i aC) va ser un astròleg conegut sobretot per haver realitzat l'horòscop de la ciutat de Roma. Firmà no sembla el cognomen, sinó que indica que era originari de Firmum.
Cap a finals del període hel·lenístic els astròlegs creien que el futur d'una ciutat igual que el d'un particular, es podia conèixer observant la posició dels astres el dia de la seva fundació. Varró, contemporani i amic de Taruci, va incloure aquest horòscop en una de les seves obres, el llibre VI de les Disciplinae.
Sabem d'aquest astròleg per Ciceró i Plutarc. Ciceró el va tractar, i diu que Taruci coneixia perfectament la "doctrina caldea", i que va situar el dia del naixement de Roma a la festa de les Palília, el 21 d'abril, quan la lluna es trobava a la constel·lació de Lliura.
Plutarc, per la seva part, diu que la fundació de Roma va ser un 21 d'abril (del 753 aC) durant la conjunció eclíptica de la lluna amb el sol. Diu que va ser Varró qui, abans de l'any 44 aC va proposar a Taruci, excel·lent astròleg, que determinés el dia i l'hora del naixement de Ròmul i de les circumstàncies de la seva mort. Quan va donar els resultats, Varró comenta que Taruci va fer referència a noms egipcis dels mesos del naixement i mort de Ròmul, cosa que fa creure que havia conegut i consultat l'obra atribuïda a Nequepso-Petosiris. Tant Ciceró com Plutarc són escèptics pel que fa als horòscops de Taruci, segons els quals, Roma s'hauria fundat el 21 d'abril. El que va aportar l'astròleg va ser la determinació de la constel·lació, Lliura, que prometia als romans que seria la capital del domini mundial. Es creu que Varró, amb aquesta consulta, volia justificar l'imperialisme romà.
Taruci va escriure un llibre titulat De astris (sobre les estrelles), que Plini cita com una de les seves fonts en matèria astrològica.